# تک‌ریپوبلیک
تک‌ریپوبلیک (به انگلیسی: TechRepublic) یک شبکه اجتماعی برای متخصصان فناوری اطلاعات و یک نشریه بازرگانی آنلاین است که درباره شیوه‌های نوین و ابزارهای مورد نیاز روزمره تصمیم‌گیرندگان فناوری اطلاعات هم مشاوره می‌دهد. این وبگاه در سال ۱۹۹۷ توسط تام کاتینگهام و کیم اسپالدینگ پایه‌گذاری شد و در می ۱۹۹۹ به صورت یک وب‌گاه شروع‌به کار کرد. این وب‌گاه در سال ۲۰۰۱ به قیمت ۲۱ میلیون دلار توسط CNET Networks خریداری شد.